# Lovanda
«Lovanda» (стилизуется как LOVANDA) — российская мультижанровая музыкальная группа, основанная в 2016 году Павлом Клочковым (Паша Wonda) и Лалой Салимовой (Lala) в Екатеринбурге. Особую популярность в России коллектив обрёл после выхода песни «Венера» в 2020 году.

## История

### Знакомство и «зарождение» проекта (2011—2015)
С 2006 года Павел Клочков увлёкся хип-хопом. Постепенно посвятил себя отечественной бит-сцене, изучал акустику, звукозапись и микширование. До 2010 года вместе с Иваном Ворошиловым (ныне известный как Недры) Павел активно выступал на различных местных фестивалях в составе группы «Соседний подъезд» (Эйп и Эйдж), позже состоял в группе Playback Flava, писал биты и сотрудничал с ОУ74, Kizaru, Пика, Big Mic (Триагрутрика), Gipsy King, Johnny Bongzila и другими. В подростковом возрасте Лала уехала учиться в Нью-Йорк, где впитала американскую уличную культуру.
Ребята познакомились в 2011 году, когда Лала вернулась в родной Екатеринбург и начала всерьёз заниматься музыкой — сэмплировать, делать биты и читать рэп, а Павел помог записать её первый трек. С 2013 года Павел и Лала стали делать еженедельные хип-хоп вечеринки в Екатеринбурге, которые назывались «Yo C’Mon». В 2014 году Лала впервые попробовала петь и стала вокалисткой группы Groovbag, где пела на английском.
В конце 2015 года накануне предстоящего первого совместного выступления из сочетания имен Лалы (Lala) и никнейма Павла «Wonda», появилось название группы. В первоначальной версии «ЛалаВанда» в написании специально допущена ошибка — написали «Lovanda» через «О» и сделали корень «любовь», как «love» — так появилось название группы Lovanda.

### «Сухоцвет», Avokadoи первые гастроли в Европе, запуск «Шувакиш» (2016—2018)
Первый концерт коллектива состоялся 1 января 2016 года в Екатеринбурге. Первый сингл группы в жанре инструментальный джаз-хоп под названием «Universe» вышел 3 января 2016 года в российской социальной сети «ВКонтакте». Через месяц в феврале 2016 группа Lovanda выступает в Таллине, Хельсинки и в последующем группа продолжила активно презентовать новый материал на летних фестивалях в Москве, Санкт-Петербурге и родном Екатеринбурге. 2 ноября 2016 года состоялась премьера промо-сингла «Цветок», а 18 ноября состоялся релиз мини-альбома «Сухоцвет» с пятью треками, представляющие собой смесь джаза и хип-хопа.
В 2016 году на летнем танцевально-музыкальном фестивале Yalta Summer Jam, проходящем в Ялте, ребята познакомились с Tomas Bjpiggo, который позже свёл ребят с организаторами крупных европейских танцевальных фестивалей. Группа начинает активно выступать в Италии, где Лала сотрудничает с букинговым агентством «HighHer Management» как диджей на различных мероприятиях fashion-индустрии. В тот период группа выступает на крупных танцевальных фестивалях в Австрии, Словакии, Франции, Чехии, а треки Lovanda появляются на различных европейских радиостанциях.
Весной 2017 года во дворе Центра современного искусства в рамках «Ночи музеев» группа Lovanda в качестве арт-объекта представила свой винтажный маркет, получивший название «Шувакиш», по названию одноимённого озера, неподалёку от которого в советское время располагался крупнейший вещевой рынок-барахолка. В последствии винтажный шоурум находился в старейшем в Екатеринбурге кинотеатре «Колизей», где коллектив также проводил кинопоказы, вечеринки и творческие встречи. После закрытия кинотеатра в начале 2019 года «Шувакиш» переместился в Ельцин-центр.
При поддержке европейского лейбла Universal Playground 3 апреля 2018 года группа выпускает мини-альбом «Avocado». Со слов коллектива, несмотря на кропотливую работу над проектом, в России релиз остался незамеченным. Позже в тот год коллектив переезжает в Москву.

### Альбом«Градиент», записьTurboи успех cингла «Венера» (2019—2020)
После обоснования коллектива в Москве весной 2019 года у Lovanda выходит сингл «Киви», а 10 мая — первый студийный альбом «Градиент», в записи которого принял участие Антоха MC. В середине лета появляется анонс о начале съёмок первого «серьёзного» видеоклипа группы. Это стал клип на трек «Слова», премьера которого состоялась 18 декабря 2019 года. Также в конце года коллектив выступил на презентации нового альбома Cream Soda, «Комета».
24 апреля 2020 года премьерой трека «Венера» был открыл предзаказ нового мини-альбома, получившего название «Turbo». На следующий день состоялась премьера клипа «Венера». Главную роль в клипе исполнил известный советский брейк-дансер Владимир «B-Boy» Дед. Танцевальные движения главного героя клипа стали вирусными в социальных сетях, что позволило клипу на трек «Венера» стать самой успешной по просмотрам видеоработой группы. Трек также участвовал в рейтинге интернет-шоу «Музыкалити» на YouTube-канале «Gazgolder».
1 мая 2020 года вышел мини-альбом «Турбо». AфишаDaily включила релиз в топ-10 лучших русскоязычных EP полугодия. В поддержку релиза также вышел VHS-клип на трек «Тик-так», снятый в Нормандии (Франция).
Летом 2020 года Cream Soda презентует ремикс на трек Lovanda «Сон Диггинг Роза», а также Lovanda становится рекламным лицом бренда Puma в связи с выпуском модели кроссовок RS-2K в России.
В декабре 2020 группа выпускает сингл «Когда-то» и видеоклип на него, снятый на плёнку. Главную роль в клипе вновь исполнил Владимир «B-Boy» Дед.

### В списке Forbes, релиз «Тепло», съёмки клипа с Гошей Куценко (2021—2022)
В начале 2021 года на новом альбоме группы «Лауд» вышла совместная работа, получившая название «Человек с планеты Земля». Весной участники группы вошли в список номинантов Forbes «30 до 30». 4 июня у группы вышел мини-альбома «Тепло» с шестью песнями, включая совместные работы с M’Dee и The Limba. А спустя неделю, 11 июня, — клип на песню «Изи», снятый на даче «Горки Ленинские» в Московской области.
В декабре 2021 года Lovanda впервые выступили в Казахстане. В тот же год коллектив присоединяется к команде Easy Fresh mgmt.
Запланированная на 25 февраля 2022 года премьера сингла и клипа «Димон» была перенесена. Спустя месяц, 24 марта в московском клубе Powerhouse состоялся премьерный показ видеоклипа, а также встреча со съемочной командой. Одну из главных ролей в новом видео исполнил актёр театра и кино Гоша Куценко. С конца мая по август 2022 на территории Центра дизайна Artplay в Москве группа запускает свой первый в Москве магазин винтажной одежды «Шува». В конце лета 2022 на фестивале Encore Squad в Москве Lovanda вместе с бывшим участником поп-группы Динамит Ильей Зудиным исполнили трек «Моя Ми», который в последующим был официально выпущен летом 2023 года. В ноябре 2022 года вышел сингл «Самолёт», записанный с Лизой Громовой и Lipelis.

### Перезапуск «Шува» в Москве, релиз альбомаPanteraи выступления зарубежом (2022—2023)
Осенью 2022 года группа отправилась в США, где Lovanda выступили на препати мирового финала по брейкингу Red Bull BC One 2022 в Нью Йорке, на вечеринке в Венисе, а также на разогреве у российского рэпера Flesh в Лос Анджелесе. В тот же период состоялись съемки клипа на сингл «Выше облаков», записанный с Flesh, и выпущенный 31 марта 2023 года.
Летом 2023 года Lovanda перезапустили магазин «Шува» на территории «Винзавода». В июле на лейбле Dobro вышла первая сольная виниловая пластинка группы под названием «Dobro 008», включающая трек «Moscow», записанный с рэпером Кассета.

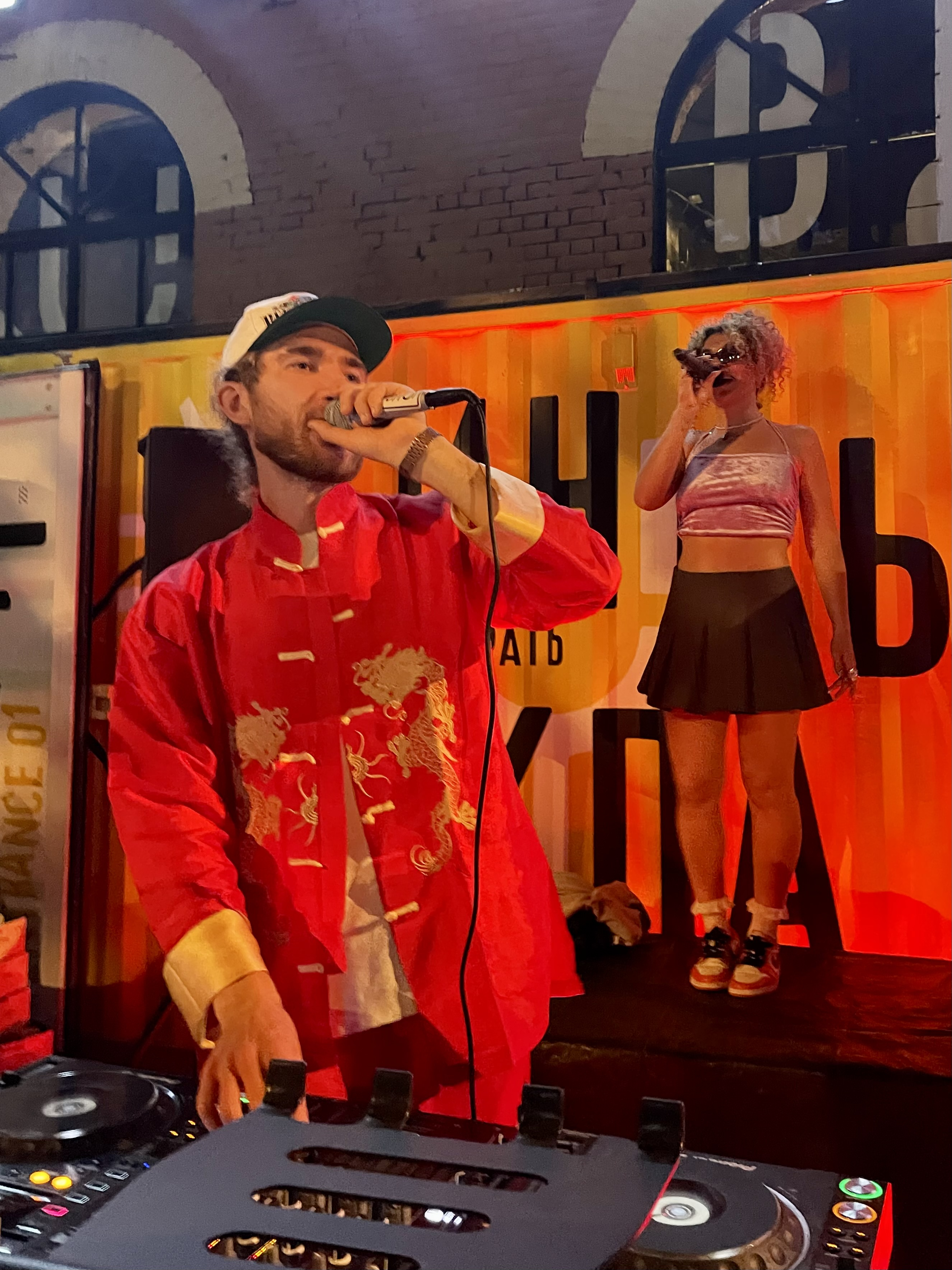
Выступление Lovanda в рамках Saga Showcase в Санкт-Петербурге, август 2024

6 октября 2023 года вышел новый альбом Pantera, который сопровождал видеоклип на заглавный трек, также снятый в Малибу в конце 2022 года. В ноябре 2023 года Lovanda выпустили свой первый международный совместный трек — это сингл Pusha, записанный c бывшим вокалистом канадского проекта AZARI & III, Starving Yet Full. Ранее Седрик появлялся в клипе на песню «Изи» (2021). 24 ноября дуэт выпустили макси-сингл «Выше облаков», который помимо основного трека включал ремикс и slowed-версию. В конце 2023 года Lovanda впервые выступили с диджей-cетом в Колумбии.

### Уход от Easy Fresh, запуск проекта Saga и релиз Electro EP (2024 — по наст. время)
С начала 2024 года Lovanda продолжили расширять свою гастрольную деятельность, благодаря выступлениям в Таиланде и на Шри-Ланке. В апреле стало известно о прекращении сотрудничества с Easy Fresh management. Новым менеджером Lovanda стал Антон Глушнев (Unipop Music), с которым коллектив ранее уже сотрудничали в части организации концертной деятельности.
В том же месяце в социальных сетях группы было объявлено о переезде магазина «Шува» в центр Москвы. Вместе с тем, Lovanda сообщили об открытии небольшой арт-галереи «Saga Gallery» на территории «Винзавода», а также анонсировали открытие одноименных кофейни и аудиобара в Москве.
19 апреля состоялась премьера новой песни «Полюса». Накануне коллектив представил новый логотип группы, вдохновлением которому стало изображение раковины морского ежа. Летом 2024 года дуэт выпустил сингл «Август». Обновленная версия трека «Москва», ранее представленного на виниле «Dobro 008», стала первым синглом в поддержку нового мини-альбома и была выпущена официально 6 сентября. Песня была использована в качестве промо-трека в рамках форум-фестиваля «Территория будущего. Москва 2030» в Москве.
4 октября 2024 года Lovanda выпустили мини-альбом Electro. Релиз включал ранее выпущенный сингл «Москва», совместные работы с MC Сенечка («Проспект») и Starving Yet Full («Moscow Night»), а также два новых трека.
Весной 2025 года группа приняла участие в записи трибьют-альбома, посвященного памяти Децла (трек «Made In Brazil»), а также выпустила синглы «Taxi» и «Baby» (cовместно с Dj Worm).

## Дискография
Студийные альбомы
- «Градиент» (2019)[31]
- Pantera (2023)[32]

Мини-альбомы
- «Сухоцвет» (2016)[33]
- Avokado (2018)[34]
- Turbo (2020)[35]
- «Тепло» (2021)[36]
- Electro (2024)[37]

Альбом ремиксов
- Avokado (Re-Groooves Pack) (2018)

Винил
- Dobro 008 (2023)[38]

## Cинглография
Cинглы
- «Слова (Блажь Rework)» (2020)[39]
- «Когда-то» (2020)[40]
- «Апельсин» (Hi Top & Maxim NuSteppaz Remix) (2021)[41]
- «Димон» (2022)[42]
- «Самолет» (совместно с Liza Gromova, Lipelis) (2022)[43]
- Pusha (совместно с Starving Yet Full) (2023)[23]
- «Полюса» (2024)[27]
- «Август» (2024)[44]
- «Москва» (2024)[45]
- «Лёд» (2024)[46]
- «Шува» (2024)[47]
- «Лёд (Sweet Remix)» (2025)[48]
- Taxi (2025)[49]
- Baby (совместно с Dj Worm) (2025)[50]

Треки, попавшие на релизы других исполнителей
- «Восторг» (совместно с Groza) (2020)[51]
- Listen Love (совместно с Thelonious Coltrane) (2020)[52]
- «Человек с планеты Земля» (совместно с Лауд) (2021)[53]
- Burial (совместно с Леля) (2021)[54]
- GUAP (Remix) (совместно с Mosquit) (2023)[55]
- «Моя Ми (cover)» (совместно с Илья Зудин) (2023)[56]
- «Made In Brazil» (совместно с Detsl aka Le Truk) (2025)[57]
- «Neighborhood» (совместно с Stepski и Baadwrk) (2025)

## Видеография
Как главный исполнитель
- «Слова» (2019)[58]
- «Венера» (2020)[1]
- «Тик Так» (2020)[59]
- «Когда-то» (2020)[60]
- «Изи» (2021)[61]
- «Димон» (2022)[62]
- «Выше облаков» (совместно с Flesh) (2023)[63]
- Pantera (2023)[64]
- «Квартира» (2025)[65]

Промо-видео
- «Цветок» (2016)[66]
- «Воздух» (2017)
- NANA NANA (2018)[67]
- DISCO DISCO (2018)[68]
- Freedom (Pasha Rework) (2018)[69]
- «Апельсин (Антоха Мс Remix)» (2019)[70]